# بطولة أوروبا للألعاب المائية 1999
بطولة أوروبا للألعاب المائية 1999 هو الموسم الـ 24 من بطولة أوروبا للألعاب المائية، عقد في الفترة 26 يوليو–1 أغسطس من 1999، وجرت المنافسات في مدينة إسطنبول، تركيا، ونظمت من قبل الاتحاد الأوروبي للسباحة.

## النتائج
| م        | الذهبية | الفضية | البرونزية |
| -------- | ------- | ------ | --------- |
| الفائزين | ألمانيا | روسيا  | هولندا    |